# Marcin Juszczyk
Marcin Juszczyk (ur. 23 stycznia 1985 w Krakowie) – polski zawodnik występujący na pozycji bramkarza.

## Kariera klubowa
Juszczyk jest wychowankiem Wisły Kraków, w wieku 16 lat zagrał po raz pierwszy w barwach drugiego zespołu Wisły. W roku 2002 został wypożyczony na pół roku do III-ligowego wówczas klubu LKS Niedźwiedź. Następnie powrócił do Wisły, gdzie został włączony do kadry pierwszego zespołu przez trenera Henryka Kasperczaka. W roku 2003 został wypożyczony do III-ligowego Górnika Wieliczka na okres 1,5 roku. Po powrocie do Wisły, zadebiutował w Ekstraklasie 12 czerwca 2005 roku, w meczu z Groclinem Dyskobolią. 3 maja 2007 roku został ponownie wypożyczony do III-ligowego Górnika Wieliczka. Powrócił do Wisły Kraków w sezonie 2007/2008, w którym rozegrał 3 mecze i zdobył ze swoim zespołem Mistrzostwo Polski.
W grudniu 2009 rozwiązał kontrakt z drużyną ekstraklasy cypryjskiej - Nea Salamina.
Następnie Juszczyk znów powrócił do Wisły. Pierwszy mecz po powrocie zagrał 3 kwietnia 2010 roku z Polonią Warszawa (wygrana 1:0).
W czerwcu 2010 podpisał kontrakt z Polonią Bytom, a w lipcu 2011 przeszedł do Arki Gdynia.
W 2014 zakończył karierę i został przedsiębiorcą.

## Kariera reprezentacyjna
Juszczyk był wielokrotnie powoływany do juniorskich reprezentacji Polski. Reprezentował Polskę na Mistrzostwach Europy U-17 2002 w Danii oraz na Mistrzostwach Europy U-19 2004 w Szwajcarii.